# Cladonia gallowayi
Cladonia gallowayi är en lavart som beskrevs av S. Hammer. Cladonia gallowayi ingår i släktet Cladonia och familjen Cladoniaceae.   Inga underarter finns listade i Catalogue of Life.